# Tadamiči Kuribajaši
Generál Tadamiči Kuribajaši (japonsky: 栗林忠道, Kuribajaši Tadamiči; 7. července 1891, prefektura Nagano – 23. března 1945, Iwodžima) byl japonský generálporučík a potomek samurajského rodu, který se na konci druhé světové války proslavil urputnou a vynalézavou obranou Iwodžimy proti mnohonásobné přesile amerických invazních jednotek v bitvě o Iwodžimu.